# 4651-es busz
A 4651-es jelzésű autóbuszvonal helyközi autóbuszjárat Jászberény és Jászágó között, melyet a MÁV Személyszállítási Zrt. lát el. 

## Közlekedése
A járat Jászberényt és Jászágót köti össze. Útvonalának hossza 21,2 km, menetideje 26 perc.
Iskolai előadási napokon Jászágó felé kettő járat, Jászberény felé három járat szállítja az utasokat. 

## Megállóhelyei
| 0  | Jászberény, autóbusz-állomás végállomás | 12 | 1, 2A 498, 499, 503, 523 1070, 1075, 1076, 1077, 1078, 1348, 1362, 1376, 1443, 1466, 1469, 1515 3443, 3617, 3667, 3671, 4601, 4602, 4650, 4653, 4654, 4655, 4659, 4660, 4662, 4663, 4681, 4686 |
| 1  | Jászberény, Nádor utca                  | 11 | 1 |
| 2  | Jászberény, Túzok utca                  | 10 | 1 1077, 1078, 1348, 1469 3617, 3667, 3671, 4602, 4650, 4681, 4686 |
| 3  | Jászberény, Gyöngyösi út                | 9  | 1 1078, 1469 3617, 3667, 3671, 4602, 4650, 4681, 4686 |
| 4  | Jászberény, Radiátorgyár                | 8  | 1077, 1078 3617, 4681, 4686 |
| 5  | Jászberény, Sorompó                     | 7  | 1 1076, 1077 3617, 4681, 4686 |
| 6  | Pusztamonostor, Kun utca                | 6  | 1076, 1077 3617, 4681, 4686 |
| 7  | Pusztamonostor, községháza              | 5  | 1076, 1077, 1078 3617, 4681, 4686 |
| 8  | Pusztamonostor, Határ dűlő              | 4  | 4650 |
| 9  | Jászágó, Pesti tanya                    | 3  | 4650 |
| 10 | Jászágó, Monostori út                   | 2  | 4650 |
| 11 | Jászágó, Petőfi út                      | 1  | 4650 |
| 12 | Jászágó, művelődési ház végállomás      | 0  | 4650 |